# Малое Кислово
Малое Кислово — деревня в Торопецком районе Тверской области России. Входит в состав Понизовского сельского поселения.

## География
Деревня расположена в юго-восточной части района на берегу озера Кисловское. Находится на расстоянии примерно 24 км к востоку от города Торопец. Ближайший населённый пункт — деревня Большое Кислово.
Климат
Деревня, как и весь район, относится к умеренному поясу северного полушария и находится в области переходного климата от океанического к материковому. Лето с температурным режимом +15…+20 °С (днём +20…+25 °С), зима умеренно-морозная −10…−15 °С; при вторжении арктических воздушных масс до −30…-40 °С.
Среднегодовая скорость ветра 3,5—4,2 метра в секунду.

## История
На топографической карте Фёдора Шуберта, изданной в 1871 году, обозначена деревня Малая Кислова. Имела 2 двора.
На карте РККА 1923—1941 годов обозначена деревня Малое Кислово. Имела 13 дворов.

## Население
| 2010 |
| ---- |
| 1    |

По данным переписи 2002 года, население деревни составляло 3 человека.
Национальный состав
Согласно результатам переписи 2002 года, в национальной структуре населения русские составляли 100 % от жителей.